# Lithobius okinawensis
Lithobius okinawensis är en mångfotingart som beskrevs av Masatoshi Takakuwa 1941. Lithobius okinawensis ingår i släktet Lithobius och familjen stenkrypare. Inga underarter finns listade i Catalogue of Life.